# Le Détachement féminin rouge (film, 1970)

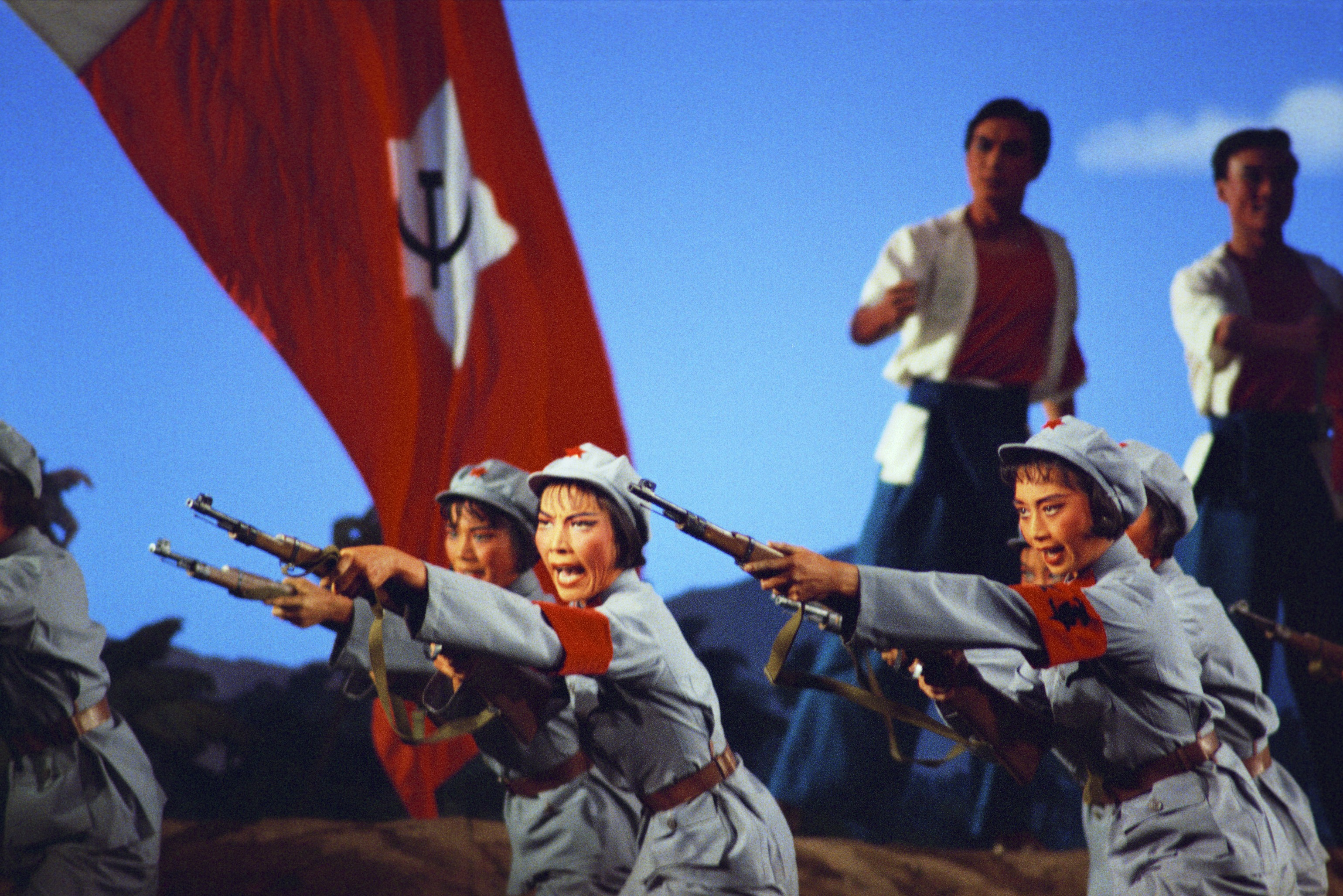
Photo du ballet dont est inspiré le film.

Pour les articles homonymes, voir Le Détachement féminin rouge.
Le Détachement féminin rouge est un film chinois réalisé par Jie Fu et Wenzhan Pan sorti en 1970. Il est inspiré d'un ballet du même nom, lui-même inspiré d'un film de 1961. Il s'agit du premier film chinois présenté à la Mostra de Venise, en 1971.

## Synopsis
En 1930 une héroïne nommée Wu Qinghua devint la chef des amazones du parti communistes.

## Fiche technique
- Réalisation : Jie Fu et Wenzhan Pan
- Scénario : Xin Liang
- Image : Wenhua Li

## Distribution
- Jinghua Xue : Wu Qinghua
- Song Chen : le commandant de la compagnie
- Ching-hua Ching : Wu Ching-hua
- Sha Chu :
- Chengxiang Li : Nan Batian, le tyran
- Qingtang Liu : Hong Changqing
- Sing Siang Lo : Hung Chang-ching
- Wan Qiwu : Ou Guangsi
- Li Xinying : Xiao Pang, le messager

## Production
Il s'agit de l'adaptation du ballet Le Détachement féminin rouge, lui-même inspiré d'un événement réel de la Guerre civile chinoise. Ce ballet fait partie d'un ensemble de cinq opéras et deux ballets qui est à l'époque qualifié par les chinois « [d']œuvres théâtrales révolutionnaires modèles. » Le livret du ballet a été retravaillé en 1970.

## Accueil

### Distinctions
- Présenté à la Mostra de Venise 1971

Il s'agit du premier film chinois présenté à la Mostra de Venise. La république populaire de Chine a en effet répondu favorablement à une invitation du vice-commissaire du festival, Gian Luigi Rondi. 

### Accueil critique
En 1972, Jean de Baroncelli écrit dans Le Monde un article sur la sortie commune de trois films chinois : La Construction du pont de Nankin sur le Yang-Tsé, La Guerre des souterrains et Le Détachement féminin rouge. Il note que ce sont pour lui des films faits pour le public chinois et qu'il est impossible de les critiquer comme on le ferait d'une film ordinaire : « Fruits non d'une esthétique mais d'une éthique nouvelle, ils obéissent strictement au mot d'ordre de Mao Tse-toung selon lequel l'art révolutionnaire doit "aider les masses à faire avancer l'histoire". » Il estime ces films intéressants non d'un point de vue artistique mais en ce qu'ils informent de la Chine où ils ont été produits.
Jean de Baroncelli juge le ballet et le film techniquement bien faits mais le résultat est pour lui très « académique. » La musique lui semble « composée par un médiocre élève de Chostakovitch de l'époque "jdanovienne". »

## Autour du film
En 1974, le Français Jean Yanne tourne un film satirique, Les Chinois à Paris. Il contient une séquence d'un « opéra prolétarien », Carmeng , qui est une caricature du Détachement féminin rouge. 